# جان نيكول
جان نيكول (بالفرنسية: Jean Nicolle)‏ هو رسام فرنسي، ولد في 1614 في Louviers ‏ في فرنسا، وتوفي في 1650.